# Magnus Haglund (militär)
Valfrid Magnus Haglund, född 31 maj 1942 i Laholms församling i Hallands län, är en svensk sjöofficer.

## Biografi
Haglund började redan 1956 som sjövärnsaspirant i Ystad och avlade studentexamen i Eksjö 1960. 1961 började han vid Kungliga Sjökrigsskolan och 1964 blev han fänrik vid flottan. Haglund befordrades 1966 till löjtnant och tjänstgjorde ombord på jagare och torpedbåtar och var 1968–1971 kadettofficer ombord och vid Sjökrigsskolan. Han befordrades till kapten 1972 och var fartygschef på torpedbåt 1972–1973 och 1.e flottiljadjutant på jagarflottiljen 1973-74. Han gick stabskurs 1974–1976 och befordrades 1975 till örlogskapten och var flaggadjutant hos chefen för Kustflottan 1976–1980. År 1980 befordrades han till kommendörkapten och var lärare och kurschef vid Militärhögskolan 1980–1984, varpå han var chef för Provturskommandot för robotbåtssystemet. Han blev 1985 kommendörkapten med särskild tjänsteställning, gick 1984–1985 chefskurs vid Naval War College i USA och var 1985–1986 chef för 44. robotbåtsdivisionen. Åren 1987–1990 var han chef för Organisations- och utrustningsavdelningen i Marinstaben och 1990–1992 tjänstgjorde han i Analysavdelningen i Underrättelse- och säkerhetsledningen vid Försvarsstaben.
Åren 1992–1995 var han armé- och marinattaché vid ambassaden i Moskva med sidoackreditering till Vitryssland, varpå han 1995–1996 var chef för Verksamhetsavdelningen i Militära underrättelse- och säkerhetstjänsten i Högkvarteret. Han var 1996–1997 chef för Swedish National Intelligence Cell (SWENIC) under IFOR och SFOR i Sarajevo och lämnade Försvarsmakten 1997.
Magnus Haglund invaldes 1980 som ledamot av Kungliga Örlogsmannasällskapet och var sällskapets sekreterare 1986–1991. Han invaldes 2004 som ledamot av Kungliga Krigsvetenskapsakademien.
Från början av 1990-talet drev han i många år tillsammans med sin hustru Margo ett skolprojekt på den landsbygden i Gambia.
Haglund var sjömilitär medarbetare i projektet för Nationalencyklopedin.

## Utmärkelser
- Kungliga Örlogsmannasällskapets förtjänstmedalj i silver (2004)[9]

## Publicerade böcker
- Haglund, Magnus (2009). Flottan och det kalla kriget. Ett personligt perspektiv. Försvaret och det kalla kriget. "21". Stockholm: Försvarshögskolan. ISBN 978-91-97797-32-0.
- Haglund, Magnus (2014). Svenska flottan under kalla kriget. Operationer och taktik i skuggan av hotet från öst. Stockholm: Svenskt Militärhistoriskt Biblioteks Förlag. ISBN 978-91-86837-85-3.
- Haglund, Magnus (2015). Flottans seder och traditioner. Stockholm: Svenskt Militärhistoriskt Biblioteks Förlag. ISBN 978-91-86837-95-2.
- Haglund, Magnus (2017). Allmän sjökrigshistoria 1965–2000. Stockholm: Svenskt Militärhistoriskt Biblioteks Förlag. ISBN 978-91-88053-75-6.